# 土耳其華人
華人，是土耳其社會中的小羣體，多為暫時性外籍人士。
他們大多定居在土耳其的伊斯坦布爾和安卡拉，從事貿易業。近年来随着中国乒乓球运动及其他体育运动的发展，产生了庞大的海外兵团，中国籍乒乓球运动员归化为土耳其公民，亦为常见，如侯美玲、王博、郑长弓等人。